# Paul Ranheim
Paul Stephen Ranheim (né le 25 janvier 1966 à Saint-Louis dans l'État du Missouri aux États-Unis) est un joueur professionnel américain de hockey sur glace. Il évoluait au poste d'ailier gauche.

## Biographie
Né à Saint-Louis dans l'État du Missouri, il a grandi à Edina, ville située au Minnesota. Après avoir joué au hockey sur glace à son école secondaire à Edina, il est repêché par les Flames de Calgary au 38e rang lors du deuxième tour du repêchage d'entrée dans la LNH 1984. Après son repêchage, il rejoint les rangs universitaires et joue quatre saisons avec l'équipe des Badgers de l'Université du Wisconsin. À sa dernière saison, en 1987-1988, il réalise 62 points, dont 36 buts, en 44 parties et fait partie des joueurs en nomination pour le trophée Hobey Baker du meilleur joueur de hockey de la NCAA, honneur qui sera finalement remis au gardien de but Robb Stauber de l'Université du Minnesota.
Il joue sa première saison professionnelle en 1988-1989 dans la LIH avec les Golden Eagles de Salt Lake, équipe affiliée aux Flames, et marque 68 buts à l'issue de la saison, qui le classe au premier rang de la ligue à ce chapitre. Il gagne le trophée Garry-F.-Longman remis à la meilleure recrue de la ligue, ainsi que le trophée Ken-McKenzie pour la meilleure recrue née aux États-Unis. Il a de plus pris part à cinq parties dans la LNH avec les Flames durant cette saison.
Il devient un joueur régulier avec les Flames la saison suivante et réalise 26 buts et 28 aides pour 54 points, qui sont ses meilleurs totaux en carrière dans la LNH. Il joue quatre autres saisons avec les Flames avant d'être échangé durant la saison 1993-1994 aux Whalers de Hartford avec Ted Drury et Gary Suter contre Michael Nylander, James Patrick et Zarley Zalapski. 
Il joue six saisons et demie avec cette franchise qui a par la suite changé de nom pour les Hurricanes de la Caroline après avoir été rélocalisée en Caroline du Nord en 1997. Il est échangé durant l'été 2000 aux Flyers de Philadelphie contre un choix de repêchage. Il reste avec les Flyers jusqu'en décembre 2002, alors qu'il passe aux mains des Coyotes de Phoenix, équipe avec laquelle il conclut une carrière de plus de 1 000 matchs dans la LNH.
Il a joué pour l'équipe des États-Unis au niveau international. Il a remporté la médaille de bronze en 1986 lors du championnat du monde junior de hockey sur glace, en plus de participer à trois championnats du monde (1990, 1992 et 1997).

## Statistiques

### En club
| Saison     | Équipe                     | Ligue      |       | Saison régulière | Saison régulière | Saison régulière | Saison régulière | Saison régulière |   | Séries éliminatoires | Séries éliminatoires | Séries éliminatoires | Séries éliminatoires | Séries éliminatoires |
| Saison     | Équipe                     | Ligue      | PJ    | B                | A                | Pts              | Pun              | PJ               | B | A                    | Pts                  | Pun                  |                      |                      |
| 1984-1985  | Université du Wisconsin    | WCHA       | 42    | 11               | 11               | 22               | 40               | -                | - | -                    | -                    | -                    |                      |                      |
| 1985-1986  | Université du Wisconsin    | WCHA       | 31    | 16               | 17               | 33               | 34               | -                | - | -                    | -                    | -                    |                      |                      |
| 1986-1987  | Université du Wisconsin    | WCHA       | 42    | 24               | 35               | 59               | 54               | -                | - | -                    | -                    | -                    |                      |                      |
| 1987-1988  | Université du Wisconsin    | WCHA       | 44    | 36               | 26               | 62               | 63               | -                | - | -                    | -                    | -                    |                      |                      |
| 1988-1989  | Golden Eagles de Salt Lake | LIH        | 75    | 68               | 29               | 97               | 16               | 14               | 5 | 5                    | 10                   | 8                    |                      |                      |
| 1988-1989  | Flames de Calgary          | LNH        | 5     | 0                | 0                | 0                | 0                | -                | - | -                    | -                    | -                    |                      |                      |
| 1989-1990  | Flames de Calgary          | LNH        | 80    | 26               | 28               | 54               | 23               | 6                | 1 | 3                    | 4                    | 2                    |                      |                      |
| 1990-1991  | Flames de Calgary          | LNH        | 39    | 14               | 16               | 30               | 4                | 7                | 2 | 2                    | 4                    | 0                    |                      |                      |
| 1991-1992  | Flames de Calgary          | LNH        | 80    | 23               | 20               | 43               | 32               | -                | - | -                    | -                    | -                    |                      |                      |
| 1992-1993  | Flames de Calgary          | LNH        | 83    | 21               | 22               | 43               | 26               | 6                | 0 | 1                    | 1                    | 0                    |                      |                      |
| 1993-1994  | Flames de Calgary          | LNH        | 67    | 10               | 14               | 24               | 20               | -                | - | -                    | -                    | -                    |                      |                      |
| 1993-1994  | Whalers de Hartford        | LNH        | 15    | 0                | 3                | 3                | 2                | -                | - | -                    | -                    | -                    |                      |                      |
| 1994-1995  | Whalers de Hartford        | LNH        | 47    | 6                | 14               | 20               | 10               | -                | - | -                    | -                    | -                    |                      |                      |
| 1995-1996  | Whalers de Hartford        | LNH        | 73    | 10               | 20               | 30               | 14               | -                | - | -                    | -                    | -                    |                      |                      |
| 1996-1997  | Whalers de Hartford        | LNH        | 67    | 10               | 11               | 21               | 18               | -                | - | -                    | -                    | -                    |                      |                      |
| 1997-1998  | Hurricanes de la Caroline  | LNH        | 73    | 5                | 9                | 14               | 28               | -                | - | -                    | -                    | -                    |                      |                      |
| 1998-1999  | Hurricanes de la Caroline  | LNH        | 78    | 9                | 10               | 19               | 39               | 6                | 0 | 0                    | 0                    | 2                    |                      |                      |
| 1999-2000  | Hurricanes de la Caroline  | LNH        | 79    | 9                | 13               | 22               | 6                | -                | - | -                    | -                    | -                    |                      |                      |
| 2000-2001  | Flyers de Philadelphie     | LNH        | 80    | 10               | 7                | 17               | 14               | 6                | 0 | 2                    | 2                    | 2                    |                      |                      |
| 2001-2002  | Flyers de Philadelphie     | LNH        | 79    | 5                | 4                | 9                | 36               | 5                | 0 | 0                    | 0                    | 0                    |                      |                      |
| 2002-2003  | Flyers de Philadelphie     | LNH        | 28    | 0                | 4                | 4                | 6                | -                | - | -                    | -                    | -                    |                      |                      |
| 2002-2003  | Coyotes de Phoenix         | LNH        | 40    | 3                | 4                | 7                | 10               | -                | - | -                    | -                    | -                    |                      |                      |
| Totaux LNH | Totaux LNH                 | Totaux LNH | 1 013 | 161              | 199              | 360              | 288              | 36               | 3 | 8                    | 11                   | 6                    |                      |                      |

### En équipe nationale
| Année | Compétition                 |   | PJ | B | A | Pts | Pun                |  | Résultat |
| 1986  | Championnat du monde junior | 7 | 6  | 3 | 9 | 8   | Médaille de bronze |  |          |
| 1990  | Championnat du monde        | 9 | 4  | 0 | 4 | 6   | 5e place           |  |          |
| 1992  | Championnat du monde        | 6 | 2  | 1 | 3 | 2   | 7e place           |  |          |
| 1997  | Championnat du monde        | 8 | 2  | 0 | 2 | 2   | 6e place           |  |          |

## Trophées et honneurs personnels
- 1986-1987 : nommé dans la deuxième équipe d'étoiles de la WCHA.
- 1987-1988 :
  - nommé dans la première équipe d'étoiles de la WCHA.
  - nommé dans la première équipe d'étoiles de l'association Ouest de la NCAA.
- 1988-1989 :
  - nommé dans la deuxième équipe d'étoiles de la LIH.
  - remporte le trophée Garry-F.-Longman de la meilleure recrue de la LIH.
  - remporte le trophée Ken-McKenzie de la meilleure recrue de la LIH née aux États-Unis.